# Парламент Индии
Парламент Индии (Сансад от хинди भारतीय संसद, Bhāratīya saṃsad) — высший федеральный орган законодательной власти в Индии. Включает в свою структуру Президента Индии и две палаты: нижнюю палату, называемую Лок сабха, и верхнюю палату, именуемую Раджья сабха. Резиденция парламента расположена в Нью-Дели и носит название Сансад Бхаван. Законодательные акты принимаются путём утверждения законопроекта обеими палатами и последующего одобрения его Президентом. Центральный зал заседаний парламента традиционно используется для совместных заседаний нижней и верхней палат.

## Нижняя палата (Лок сабха)
Нижней палатой парламента является Лок сабха (Народная палата). Её члены избираются прямым всеобщим тайным голосованием на основе мажоритарной системы. Это наиболее влиятельная из двух палат, превосходящая верхнюю по своему значению и объёму полномочий. Максимальный установленный конституцией страны (ст. 81) размер Лок сабхи — 552 депутата (до 530 от штатов, до 20 от союзных территорий, и ещё два могут быть назначены президентом для представления интересов индийцев британского происхождения).
Лок сабха избирается сроком на 5 лет, однако, если в стране было объявлено чрезвычайное положение, её полномочия могут быть продлены ещё на год. Президент Индии вправе распустить палату раньше срока в случае, если ни одна из партий не сможет сформировать большинство или создать коалицию. Для избрания в члены Лок сабхи кандидату необходимо иметь гражданство Индии и возраст не менее 25 лет, быть психически здоровым, не являться банкротом и не состоять под уголовным преследованием.
Четырнадцатая Лок сабха была сформирована по итогам выборов в апреле-мае 2014 года и включает 545 членов (530 от штатов , 13 от союзных территорий и 2 представителя англо-индийцев. Несколько мест зарезервировано для представителей официально опекаемых государством низших каст и коренных народов (термин Scheduled Castes and Scheduled Tribes).
Представители штатов и союзных территорий избираются гражданами Индии на основе всеобщего избирательного права. Каждый гражданин, достигший 18 лет, независимо от пола, расы, принадлежности к той или иной касте, религиозных убеждений, и не лишённый прав иным образом, имеет право голоса на выборах.

## Верхняя палата (Раджья сабха)
Верхней палатой парламента является Раджья сабха (Совет штатов). Его члены избираются косвенным путём членами законодательных органов субъектов федерации — штатов и союзных территорий Индии.
Раджья сабха включает всего 250 членов. Палата не может быть распущена, а избрание её членов осуществляется по заранее определённому ротационному графику. Каждый член палаты выбирается на шестилетний срок, новые выборы проводятся для одной трети состава палаты каждые 2 года.
Структура формирования палаты установлена ст. 80 Конституции Индии:
- 12 членов назначаются Президентом из числа людей, имеющих специальные знания или опыт в литературе, науке, искусстве или социальной работе.
- Представители штатов избираются членами законодательных собраний штатов в соответствии с пропорциональным представительством посредством системы единого передаваемого голоса.
- Представители союзных территорий избираются косвенным путём членами коллегии выборщиков данной территории также по пропорциональной системе.

Раджья сабха была задумана для сохранения федеративной системы страны. Число членов палаты от каждого штата зависит от численности населения (к примеру, 31 от штата Уттар-Прадеш и 1 от Нагаленда).
Минимальный возраст претендентов на место в верхней палате установлен в 30 лет.

## Здание парламента
Местом заседаний парламента Индии является Сансад Бхаван, круглое здание, построенное по проекту британских архитекторов Эдвина Лаченса и Герберта Бейкера в 1912—1913 годах. Кровля внешнего кольца строения поддерживается 144 гранитными колоннами. Хороший вид на здание парламента открывается от Ворот Индии.
В Княжеском зале парламентского дворца с 1958 года размещается Верховный суд Индии.